# Astiphromma psychron
Astiphromma psychron là một loài tò vò trong họ Ichneumonidae.